# Chīshǒu

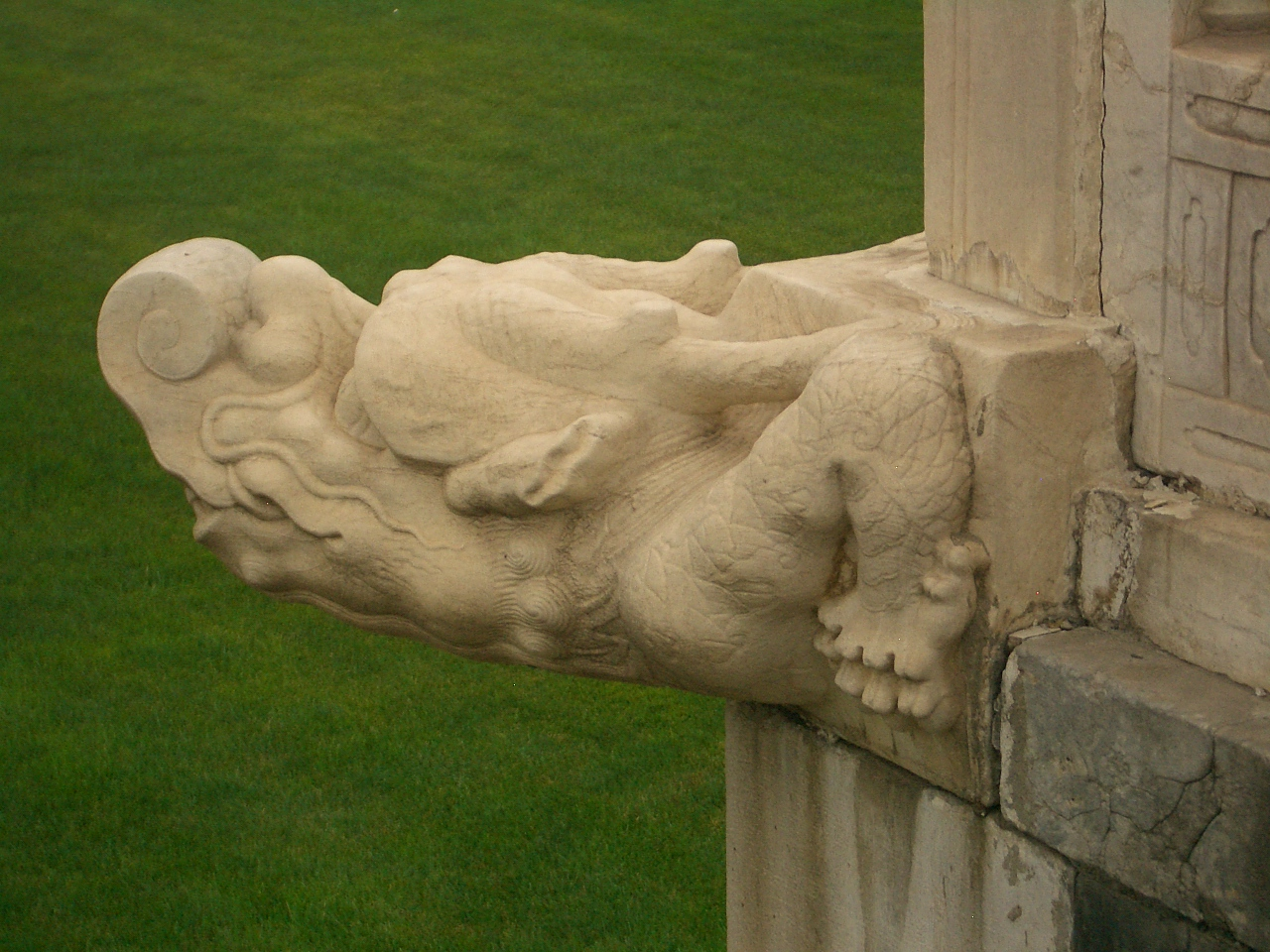
Chishou au Temple du ciel, à Pékin.

chīshǒu (chinois : 螭首 ; pinyin : chīshǒu) est un des neuf fils du dragon que l'on retrouve à l'angle des bâtiments. Il est parfois confondu avec Chiwen (螭吻), qui aime également l'eau et se retrouve à l'angle des toits.
Chishou se reconnaît à son museau retroussé et sa forme généralement horizontale, inspirés par le makara indien.

## Galerie

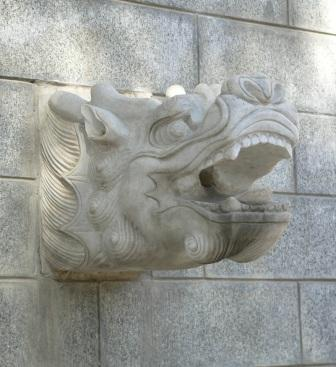
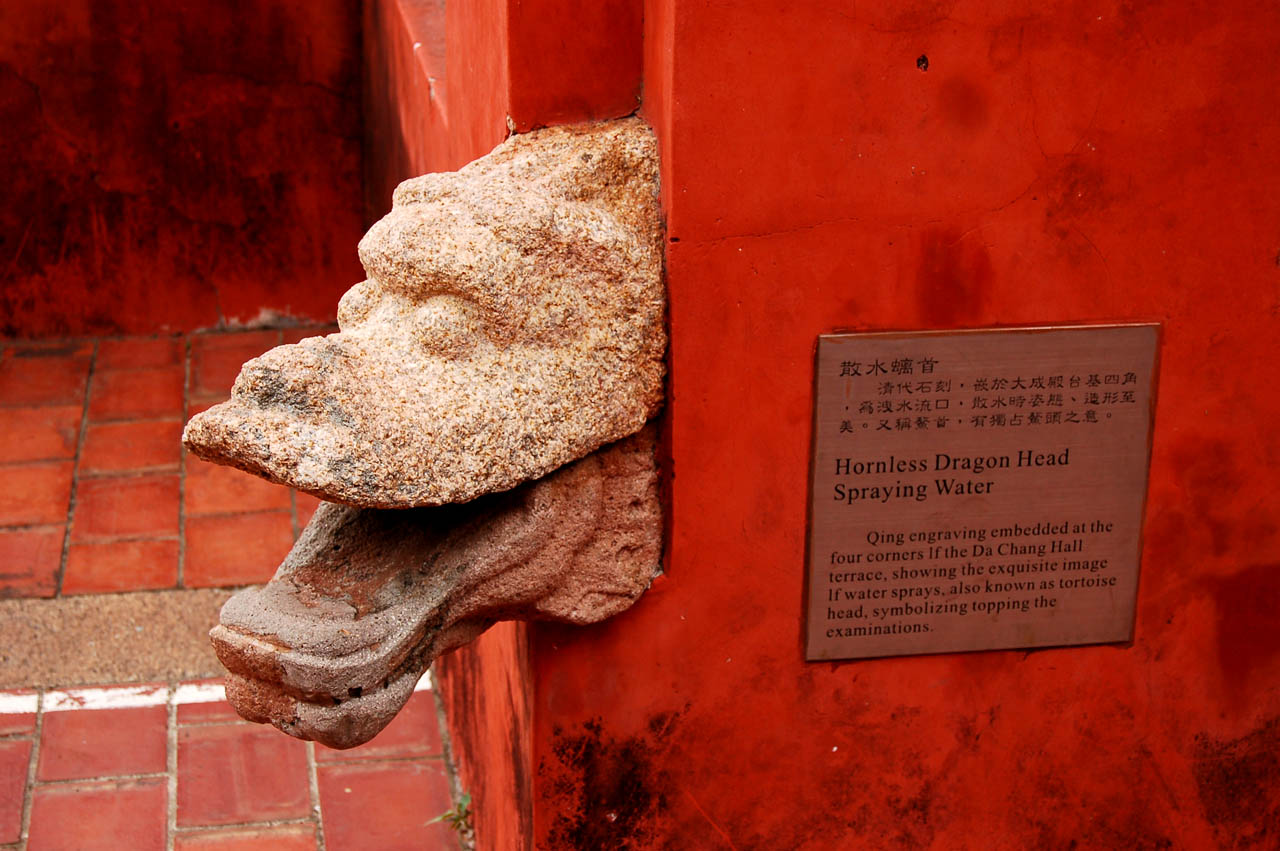
Chishou à Taïnan, Taïwan
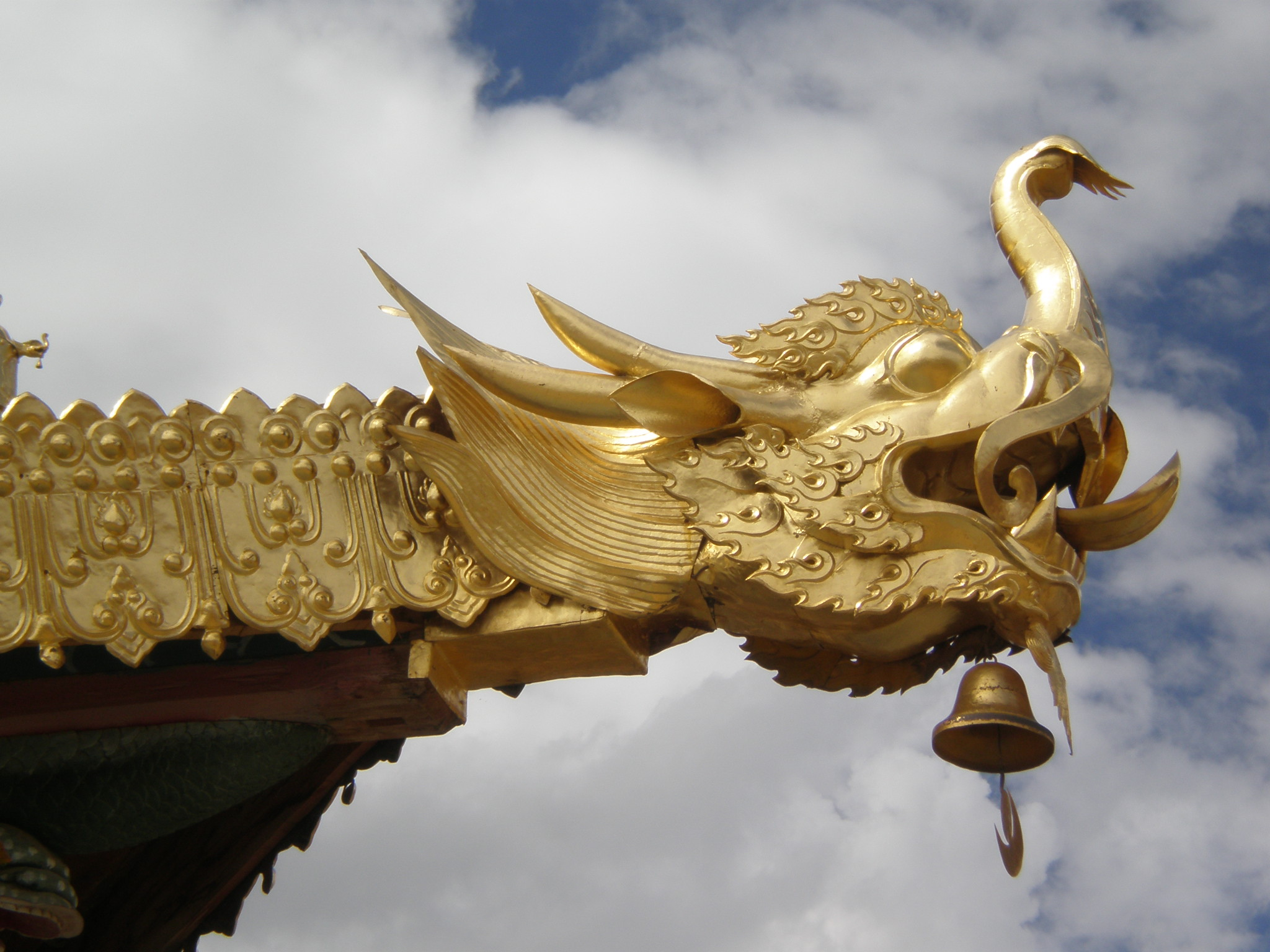
Chishou tibétain, au monastère de Songzanlin, province du Yunnan.
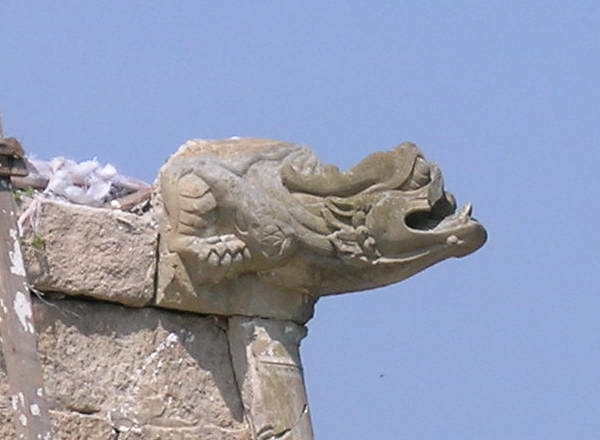
Au mont Putuo, le nez a été cassé.